# Nummi-Pusula
Nummi-Pusula is een voormalige gemeente in het Finse landschap Uusimaa. De gemeente had een oppervlakte van 470 km² en telde 5886 inwoners in 2003.
De gemeente ontstond in 1981 door de samenvoeging van Nummi en Pusula en hield op te bestaan toen ze in 2013 samen met Karjalohja bij Lohja werd gevoegd.  

## Geboren
- Netta Skog (1990), muzikante

Askola · Espoo · Hanko · Helsinki · Hyvinkää · Ingå · Järvenpää · Karkkila · Kauniainen · Kerava · Kirkkonummi · Lapinjärvi · Lohja · Loviisa · Myrskylä · Mäntsälä · Nurmijärvi · Pornainen · Porvoo · Pukkila · Raseborg · Sipoo · Siuntio · Tuusula · Vantaa · Vihti
Voormalige gemeenten:
Bromarv · Degerby · Ekenäs · Ekenäs landskommun · Haaka · Huopalahti · Hyvinkään maalaiskunta · Karis · Karjalohja · Kulosaari · Liljendal · Lohjan kunta · Nummi · Nummi-Pusula · Oulunkylä · Pernå · Ruotsinpyhtää · Sammatti · Snappertuna · Tenala